# Robert Burton (atleta)
Robert Burton (n. Aberdeen, Escocia, Reino Unido, 11 de abril de 1885 - † 14 de junio de 1950) fue un atleta británico, quien compitió en los Juegos Olímpicos de Estocolmo 1912 cuando contaba con 27 años de edad.
En 1912 fue eliminado en la primera ronda de la competición de los 800 metros, en la cuarta serie eliminatoria celebrada el 6 de julio en la que se clasificarían para la semifinal el estadounidense Clarence "Hec" Edmundson y el canadiense Jack Tait.
Fue por tres veces el campeón de Escocia de los 800 m, de 1908 a 1910. Burton igualó el récord escocés de 1:58.8 al ganar en 1910 en la competición que enfrentó a Escocia con Irlanda. En los meses siguientes consigue ser plusmarquista en solitario, al batir el anterior con el que será su mejor registro en la prueba de los 800 metros, lo obtuvo en 1910, con una marca de 1:58.4. Nunca compitió en la AAAs, obteniendo su selección para las olimpiadas al ganar en la pruebas Clasificatorias Escocesas de 1912 con 1:59.4; pero terminaría último en su serie olímpica. Fue uno de los primeros atletas británicos en experimentar con el uso del oxígeno durante los entrenamientos.